# Мраморак
Мраморак је насељено место у општини Ковин, Јужнобанатски округ, у Војводини, Србија. Према попису из 2022. године има 2265 становника. Надморска висина места је 109 м.

## Положај
Мраморак је изграђен на контакту лесне заравни и лесне терасе висине 99 до 112 метара надморске висине. Асфалтним путем преко Делиблата повезан је с Ковином који је удаљен 20 километара. Преко Долова повезан је са Панчевом. Од површинских токова постоји једино мраморачки поток који припада систему Краљевац — баре. Овде се налази Ветропарк Чибук I.

## Историја
На месту данашњег насеља пронађени су трагови насеља још од најранијих периода. Међутим, поузданијих података нема. Године 1358. у близини данашњег насеља забележен је Беркеш. Ово насеље припадало је крашовској жупанији. После тога је уништено. Тек након три века, тачније 1660. године, помиње се Мраморак. Након протеривања Турака 1717. године имао је 12 домова, а 1761. године означен је као напуштено насеље. Вероватни узроци напуштања насеља били су турски упади и заразне болести. Земљиште је све до 1763. године припадало панчевачком диштрикту(срезу), а након формирања немачко-банатске регименте, 1764. године припојено је Војној граници.
Насеље се поново формира 1770. године, када је досељен и мањи број Срба и Немаца. После 1773. године подаци су веома оскудни, што указује на то да је насеље вероватно поново напуштено. Тако, данашње насеље је вероватно новијег датума настало у периоду од 1810. до 1820. године. Према списима Феликса Милекера да су се прве српске породице доселиле после 1810. године из Конака и Неузине, а први Немци око 1820. године. Место је званично основано 1816. године, и тада је мала капела за богослужења подигнута. Досељавање Срба и Румуна из Дежана, извршено је 1819. године под вођством свештеника Арсенија Петровића, који је сахрањен у Мраморку 1824. године. Према попису из 1827. године укупно је било 2.830 становника од којих 2.517 православних. Насеље је припало панчевачкој регименти чије је седиште било у Белој Цркви да би 1854. године било прикључено делиблатској компанији, када је имало 2.952 становника.
Након формирања Аустроугарске 1867. године број становника се знатно повећао досељавањем Немаца и Румуна. Мраморак је 1872. године предат на управу Угарској, која мења име насеља у (мађ. Хомокош). Овај назив је остао све до ослобођења 1918. године, када се поново назива Мраморак као и Мраморно село.

## Духовни живот
Уместо старе, мале капеле подигнуте у време насељавања села 1816. године, грађена је нова богомоља. Нова српска православна црква у Мраморку изграђена је 1859. године, заједничким трудом и трошком Срба и Румуна. Храм посвећен Св. Сави коштао је (поред утрошених цигли и камена) 40.000 ф. готовине. Бечкеречки дрворезац Копф је израдио црквене столове и поставио полијелеје. На звоник су осим сата, дигнута и звона која је излио звоноливац Бота из Вршца. Црква тада још није имала темпло. Општина Мраморак је помагала градњу цркве јер се за то заузео тадашњи командант места надпоручник Живота Флора.
Шездесетих година 19. века дошла је на ред црквено-школска деоба између православних Срба и Румуна. Месни православни свештеник тада је Србин, поп В. Богосављевић. У Мраморку је 24. маја 1866. године завршила рад изаслата Расправна комисија, за национално мешовите општине. У петочланој комисији био је на челу мајор Сибалић, а српску страну су чинили архимандрит Цветић и прота Стевановић. Румуне је имао да заступа поред једног Румуна адвоката - и прота Димитријевић, који се није међутим појавио. Биле су прозване све "газде" (домаћини) оба народа, а затим су одвојени по просторијама Срби од Румуна, давали засебно изјаве, на два постављена питања: "Шта си ти?" (у националном погледу) и "Под којом дијецезом желиш"? (по јурисдикцији). Прво су испитали Румуне мраморачке, који су се тако и национално изјаснили, а потом је слично било и код Срба. Румунска трочлана делегација су нешто касније, прво истакла компромисни предлог: ако добију свог свештеника, да ће остати са Србима у Вршачкој епархији. Када су у међувремену мало размислили, променили су одлуку и тражили да се потпуно оделе и припадну румунској, Карансебешкој епархији. То опредељење је записано, и комисија је отишла из села. Срба је тада у месту било нешто више од Румуна. Зато је Србима остала црква, али имали су обавезу да обештете Румуне. Румунска црква и парохијски дом изграђени су тек 1902. године.

## Школа и култура
Прва школа изграђена је 1833. године, а први учитељи били су Андрија Петровић и Харалампије Томић. Године 1840. у Мраморку су два учитеља, који раде у две школе: мушкој и женској. Андреј Петровић учи мушку децу, а Арон Маринковић - женску децу.
Повећање броја становника 1869. до 1931. године објашњава се мирнијим периодом који је наступио након развојачења Војне границе. На пораст становника крајем 19. и почетком 20. века утицало је и повећање броја Немаца, који су се стално досељавали, као и 120 Срба добровољаца који су се овде доселили после Првог светског рата. После Другог светског рата исељавањем Немаца дошло је до колонизације, од новембра 1945. до марта 1946. године досељено је 357 домаћинстава из Србије. Највећи број становника насеље је имало 1953. године укупно 5.204 становника.
По попису из 2002. године било је 3.025 становника, највише Срба и Румуна. Мраморак је данас пољопривредно насеље, али је занимљиво да је непосредно пред рат Мраморак имао карактер пољопривредно-занатског насеља са 139 занатских радњи и 25 трговачких радњи. Поред тога постојали су и одређени индустријски објекти, млин, капацитета 14 тона за 24 сата, који је изгорео после рата. Постојале су две црепане, једна циглана и једна воденица. Власници ових објеката били су Немци.
После рата нестале су све трговачке и занатске радње, као и индустријски објекти. У насељу постоји основна школа од 1833. године. У прво време била је четвороразредна, затим шесторазредна, школа а од 1946. године осмогодишња. Нова школска зграда ОШ „Сава Максимовић“ подигнута је 1965. године. Нов Дом културе са библиотеком и читаоницом, биоскопом, просторијама за аматере, кугланом, шах клубом и са просторијама месне заједнице и месне канцеларије, подигнут је 1986. године. Активно је Добровољно ватрогасно друштво, Ловачко друштво, Удружење пчелара, Актив жена. Носилац спортских активности су Фудбалски клуб Пролетер, Шах клуб „Весна Марков“ и Коњички клуб „Мраморак“ Носилац културних активности је КУД „Мраморак“.

## Становништво
У насељу Мраморак живи 2480 пунолетних становника, а просечна старост становништва износи 41,2 година (38,8 код мушкараца и 43,5 код жена). У насељу има 1075 домаћинстава, а просечан број чланова по домаћинству је 2,93.
Ово насеље је углавном насељено Србима (према попису из 2002. године), а у последња три пописа, примећен је пад у броју становника.
|  |

| Демографија | Демографија | Демографија |
| Година      | Становника  | Становника  |
| ----------- | ----------- | ----------- |
| 1948.       | 4.939       |             |
| 1953.       | 5.204       |             |
| 1961.       | 5.113       |             |
| 1971.       | 4.411       |             |
| 1981.       | 3.888       |             |
| 1991.       | 3.597       | 3.387       |
| 2002.       | 3.145       | 3.377       |
| 2011.       | 2.690       |             |

| Етнички састав према попису из 2002.‍ | Етнички састав према попису из 2002.‍ | Етнички састав према попису из 2002.‍ | Етнички састав према попису из 2002.‍ | Етнички састав према попису из 2002.‍ |
| ------------------------------------ | ------------------------------------ | ------------------------------------ | ------------------------------------ | ------------------------------------ |
|                                      |                                      |                                      |                                      |                                      |
| Срби                                 | Срби                                 |                                      | 2.258                                | 71,79%                               |
| Румуни                               | Румуни                               |                                      | 416                                  | 13,22%                               |
| Роми                                 | Роми                                 |                                      | 101                                  | 3,21%                                |
| Муслимани                            | Муслимани                            |                                      | 70                                   | 2,22%                                |
| Југословени                          | Југословени                          |                                      | 53                                   | 1,68%                                |
| Мађари                               | Мађари                               |                                      | 51                                   | 1,62%                                |
| Црногорци                            | Црногорци                            |                                      | 19                                   | 0,60%                                |
| Македонци                            | Македонци                            |                                      | 15                                   | 0,47%                                |
| Хрвати                               | Хрвати                               |                                      | 9                                    | 0,28%                                |
| Немци                                | Немци                                |                                      | 7                                    | 0,22%                                |
| Власи                                | Власи                                |                                      | 4                                    | 0,12%                                |
| Бугари                               | Бугари                               |                                      | 4                                    | 0,12%                                |
| Украјинци                            | Украјинци                            |                                      | 3                                    | 0,09%                                |
| Руси                                 | Руси                                 |                                      | 2                                    | 0,06%                                |
| Словенци                             | Словенци                             |                                      | 1                                    | 0,03%                                |
| Словаци                              | Словаци                              |                                      | 1                                    | 0,03%                                |
| непознато                            | непознато                            |                                      | 35                                   | 1,11%                                |

| Година | Укупно | Срби   | Румуни | Роми  | Југословени | Муслимани | Мађари | Црногорци | Остали |
| 1991.  | 3,597  | 68.97% | 14.67% | 3.08% | 4.36%       | 3.28%     | 1.61%  | 1.36%     | 2.67%  |

| \| \| м \| \| \| ж \| \| ? \| 3 \| \| \| 7 \| \| 80+ \| 35 \| \| \| 48 \| \| 75—79 \| 40 \| \| \| 98 \| \| 70—74 \| 87 \| \| \| 102 \| \| 65—69 \| 85 \| \| \| 139 \| \| 60—64 \| 78 \| \| \| 124 \| \| 55—59 \| 65 \| \| \| 82 \| \| 50—54 \| 105 \| \| \| 85 \| \| 45—49 \| 145 \| \| \| 98 \| \| 40—44 \| 132 \| \| \| 98 \| \| 35—39 \| 99 \| \| \| 96 \| \| 30—34 \| 95 \| \| \| 84 \| \| 25—29 \| 103 \| \| \| 81 \| \| 20—24 \| 101 \| \| \| 86 \| \| 15—19 \| 107 \| \| \| 94 \| \| 10—14 \| 103 \| \| \| 112 \| \| 5—9 \| 90 \| \| \| 83 \| \| 0—4 \| 90 \| \| \| 65 \| \| Просек : \| 38,8 \| \| \| 43,5 \| |      |  |  |      |
| |      |  |  |      |
| | м    |  |  | ж    |
| ? | 3    |  |  | 7    |
| 80+ | 35   |  |  | 48   |
| 75—79 | 40   |  |  | 98   |
| 70—74 | 87   |  |  | 102  |
| 65—69 | 85   |  |  | 139  |
| 60—64 | 78   |  |  | 124  |
| 55—59 | 65   |  |  | 82   |
| 50—54 | 105  |  |  | 85   |
| 45—49 | 145  |  |  | 98   |
| 40—44 | 132  |  |  | 98   |
| 35—39 | 99   |  |  | 96   |
| 30—34 | 95   |  |  | 84   |
| 25—29 | 103  |  |  | 81   |
| 20—24 | 101  |  |  | 86   |
| 15—19 | 107  |  |  | 94   |
| 10—14 | 103  |  |  | 112  |
| 5—9 | 90   |  |  | 83   |
| 0—4 | 90   |  |  | 65   |
| Просек : | 38,8 |  |  | 43,5 |

| Година пописа     | 1948. | 1953. | 1961. | 1971. | 1981. | 1991. | 2002. |
| ----------------- | ----- | ----- | ----- | ----- | ----- | ----- | ----- |
| Број домаћинстава | 1.114 | 1.238 | 1.356 | 1.258 | 1.222 | 1.168 | 1.075 |

| Број чланова      | 1   | 2   | 3   | 4   | 5  | 6  | 7  | 8 | 9 | 10 и више | Просек |
| ----------------- | --- | --- | --- | --- | -- | -- | -- | - | - | --------- | ------ |
| Број домаћинстава | 258 | 274 | 149 | 204 | 99 | 62 | 24 | 4 | 1 | 0         | 2,93   |

| Пол    | Укупно | Неожењен/Неудата | Ожењен/Удата | Удовац/Удовица | Разведен/Разведена | Непознато |
| ------ | ------ | ---------------- | ------------ | -------------- | ------------------ | --------- |
| Мушки  | 1.280  | 478              | 684          | 73             | 42                 | 3         |
| Женски | 1.322  | 280              | 693          | 310            | 36                 | 3         |
| УКУПНО | 2.602  | 758              | 1.377        | 383            | 78                 | 6         |

| Пол    | Укупно                    | Пољопривреда, лов и шумарство | Рибарство                            | Вађење руде и камена | Прерађивачка индустрија       |
| ------ | ------------------------- | ----------------------------- | ------------------------------------ | -------------------- | ----------------------------- |
| Мушки  | 582                       | 268                           | 0                                    | 1                    | 110                           |
| Женски | 308                       | 112                           | 0                                    | 0                    | 65                            |
| Укупно | 890                       | 380                           | 0                                    | 1                    | 175                           |
|        |                           |                               |                                      |                      |                               |
| Пол    | Производња и снабдевање   | Грађевинарство                | Трговина                             | Хотели и ресторани   | Саобраћај, складиштење и везе |
| Мушки  | 10                        | 34                            | 33                                   | 14                   | 40                            |
| Женски | 1                         | 1                             | 39                                   | 9                    | 4                             |
| Укупно | 11                        | 35                            | 72                                   | 23                   | 44                            |
|        |                           |                               |                                      |                      |                               |
| Пол    | Финансијско посредовање   | Некретнине                    | Државна управа и одбрана             | Образовање           | Здравствени и социјални рад   |
| Мушки  | 0                         | 6                             | 25                                   | 13                   | 14                            |
| Женски | 5                         | 1                             | 8                                    | 20                   | 28                            |
| Укупно | 5                         | 7                             | 33                                   | 33                   | 42                            |
|        |                           |                               |                                      |                      |                               |
| Пол    | Остале услужне активности | Приватна домаћинства          | Екстериторијалне организације и тела | Непознато            | Непознато                     |
| Мушки  | 6                         | 0                             | 0                                    | 8                    | 8                             |
| Женски | 9                         | 1                             | 0                                    | 5                    | 5                             |
| Укупно | 15                        | 1                             | 0                                    | 13                   | 13                            |

## Галерија
- Српска православна црква
- Продавница у Мраморку
- Мраморак на разгледници
- Општинска кућа
- Спомен-плоча мраморачким борцима палим у Народно-ослободилачком рату